# Olof Tholin

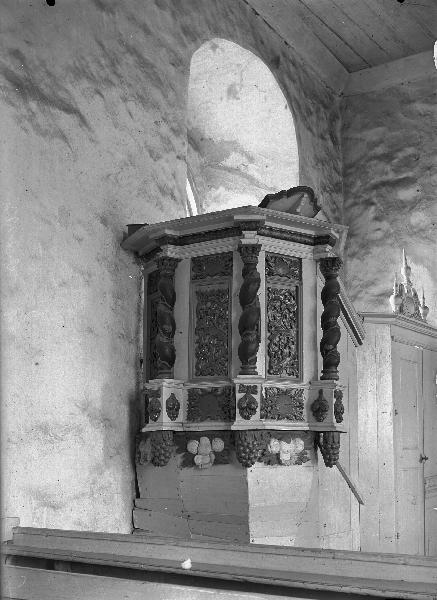
Predikstolen i Lavads kyrka.

Olof Tholin (Oluff Tholijn), födelseår och dödsår är okända, var en svensk bildhuggare.
Tholin var verksam i slutet av 1600- och början av 1700 i Kållands härad i Västergötland. För kyrkan i Råda utförde han ett figurrikt altarverk som målades av Carl Örn. Mittpartiet av altarverket har en skuren framställning av Kristus på korset med Johannes, Maria och Maria Magdalena sörjande. Sannolikt har han även utfört en skulpterad dopfunt till samma kyrka som nu förvaras vid Västergötlands fornminnesförenings museum i Skara. Bland hans övriga arbeten märks en sönderslagen men till största delen bevarad altarprydnad från Tådene gamla kyrka, en predikstol för Norra Kedums kyrka, en ej bevarad altarprydnad till Uvereds gamla kyrka, predikstol för Lavads kyrka och Tranums gamla kyrka. Dessutom förbättrade han altarverket i Skalunda kyrka och försåg predikstolen i Otterstads gamla kyrka med sniderier samt möjligen några evangelistfigurer till altaruppsättningen i Segerstads kyrka. 
1717 medverkade han i renoveringen av Främmestads gamla kyrka "för predikostolens flyttande". Han kallades då "Bildhuggaren Mäster Tholin".